# La Sagesse des gnomes
David le gnome Le Nouveau monde des gnomes
La Sagesse des gnomes ou David le gnome (La llamada de los gnomos) est une série télévisée américaine-canadienne-espagnole en 26 épisodes de 23 minutes, créée par Claudio Biern Boyd d'après le livre Les Gnomes de Wil Huygen et Rien Poortvliet, diffusée à partir du 9 novembre 1996 sur The Learning Channel. Ce dessin-animé est la suite de David le gnome.
En France, cette seconde série a été diffusée sous le même titre David le gnome sans changer de générique, à partir du 15 novembre 1997 sur FR3 dans l'émission Amuse 3. 

## Synopsis
Cette série met en scène le juge Klaus, un gnome chargé de rendre la justice à travers le monde, avec l'aide de Dany, un gnome un peu maladroit mais sympathique et généreux. Tous deux voyagent sur le dos d'Henry le cygne et tentent de déjouer les pièges des trolls...

## Voix françaises
- Laurent Hilling : Le narrateur
- Raymond Baillet : Klaus
- Jean-Louis Faure : Dany

## Épisodes
1. Klaus le juge (El juez Klaus)
2. Loch Ness (El lago Ness)
3. Voyage au Canada (Vacaciones en Canadá)
4. Le Tapis volant (La alfombra mágica)
5. Le Chamois (La gamuza del Tirol)
6. Voyage au Népal (El hombre de las nieves)
7. Les Chercheurs d'or (Los buscadores)
8. Aventures en Arctique (El globo)
9. La Découverte d'Ithaque (Misterio en Grecia)
10. Les Habitants des Carpates (Los Cárpatos)
11. Voyage à Venise (Los trolls en Italia)
12. La Ballade de Gnomoshima (La balada de Gnomoshima)
13. Les Gnomes olympiques (Las olimpiadas de los Gnomos)
14. Titre français inconnu (El partido de hockey sobre hielo)
15. Titre français inconnu (El incendio)
16. La Chine (La Muralla China)
17. Titre français inconnu (El rescate de la mofeta)
18. Hawaï (La aventura en Hawaii)
19. Le Miroir volé (El espejo robado)
20. La Course de l'hiver (La carrera de invierno)
21. Le Mystère de la forêt (Misterio en el bosque)
22. Titre français inconnu (La llamada de Escandinávia)
23. Titre français inconnu (Peligro en la Patagonia)
24. Titre français inconnu (La boda de Dani)
25. Titre français inconnu (Encuentro con el hombre)
26. Titre français inconnu (El adiós de Klaus)

## Générique
En France, le générique est interprété par Chantal Goya.
- paroles : Roger Dumas et Jean-Jacques Debout
- musique : Jean-Jacques Debout